# Radowice (Opole)
Pour les articles homonymes, voir Radowice.
Radowice est une localité polonaise de la gmina de Pakosławice, située dans le powiat de Nysa en voïvodie d'Opole.